# Нагороди Православної церкви України
Нагороди Православної церкви України — нагороди  Православної церкви України для єпископату, кліру та мирян.

## Історія
Нагороди затверджені на засідання Священного синоду Православної церкви України від 4 лютого 2020 р.
Ордени, медалі, особливі відзнаки Предстоятеля Православної церкви України, які встановлюються з певної нагоди, а також благословенні грамоти в Православній Церкві України мають статус Загальноцерковних заохочувальних відзнак.
Заохочувальні відзнаки (ордени, медалі, пам’ятні та ювілейні відзнаки) не є елементами богослужбового облачення, а тому не можуть бути вдягнені на нього, зокрема під час вручення нагороди. Заохочувальні відзнаки не враховуються у визначенні порядку перебування священнослужителів під час соборного служіння.

## Список нагород
Такими нагородами є:
- Хрест Православної Церкви України;
- Орден святого рівноапостольного князя Володимира (трьох ступенів);

- Орден Архистратига Михаїла (двох ступенів);

- Орден святителя Миколая;

- Орден святого великомученика Юрія Переможця;

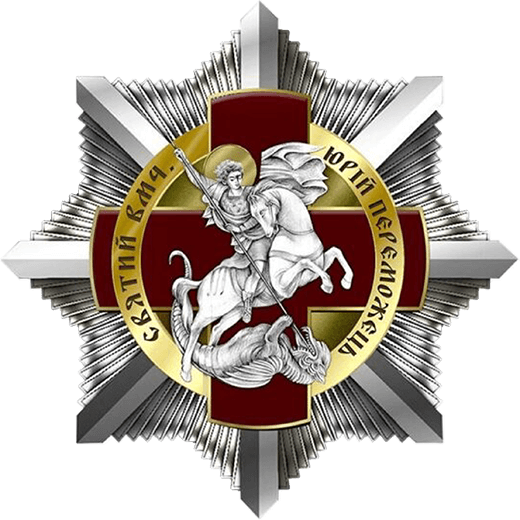

- Орден святої рівноапостольної княгині Ольги;

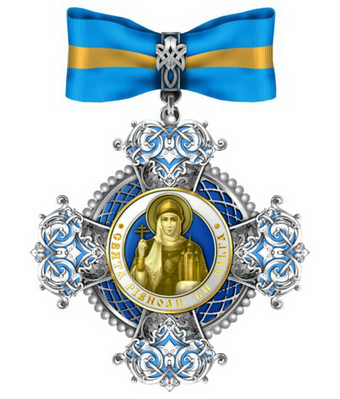

- Медаль Архистратига Михаїла;

- Медаль святого великомученика Юрія Переможця;

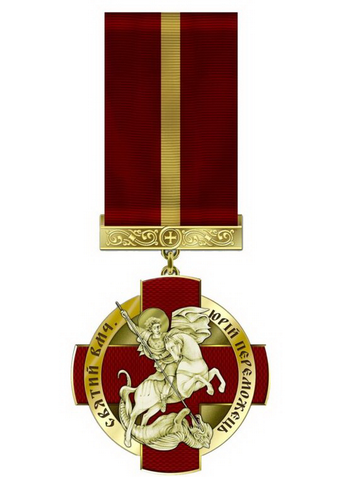

- Медаль «За жертовність і любов до України»;

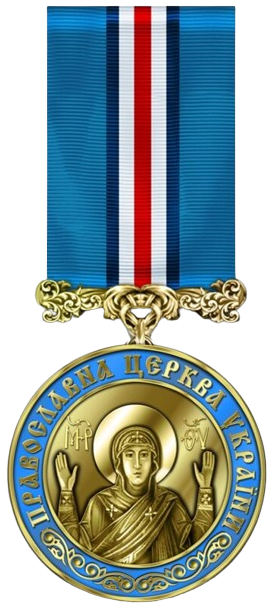

- Відзнака святого великомученика і цілителя Пантелеймона.

## Нагородження
Нагородження зазначеними нагородами здійснює Предстоятель Православної церкви України за власною ініціативою чи за поданням. Про нагородження видається відповідний документ.